# کلاس هنرپیشگی
کلاس هنرپیشگی فیلمی به کارگردانی علیرضا داوودنژاد محصول سال ۱۳۹۰ است.

## خلاصه داستان
داستان دربارهٔ خانواده‌ای است که گران شدن سکه و ارث و میراث، تبدیل به مهمترین دغدغه زندگی شان شده‌است و صمیمیت و احترام به یکدیگر را از خاطر برده‌اند. از طرف دیگر «کلاس هنرپیشگی» داستان یک عشق مثلثی را روایت می‌کند که یک ضلع این مثلث پسری عاشق‌پیشه اما بی‌پول و ضلع دیگرش مردی ثروتمند که هر دو خواهان رسیدن به عشق مشترکشان هستند.

## بازیگران
- احترام‌السادات حبیبیان در نقش مادر، مادربزرگ
- رضا داوودنژاد در نقش رضا
- علی‌رضا داوودنژاد به عنوان کارگردان فیلم
- کبری حسن‌زاده در نقش مادر بزرگ
- محمدرضا داوودنژاد در نقش عمو و محمدرضا
- زهرا داوودنژاد در نقش زهرا
- مهرانگیز عدالت
- علی داوودنژاد در نقش علی
- کیارش داوودنژاد در نقش کیارش
- فاطمه داوودنژاد در نقش فاطمه
- زهرا حبیبیان در نقش زهرا
- عباس حبیبیان در نقش عباس و عمو
- اقدس سعادت رضائی در نقش خانم
- پردیس احمدیه

## جوایز
| بخش                       | نامزد            | نتیجه | جایزه        |
| ------------------------- | ---------------- | ----- | ------------ |
| بهترین کارگردانی          | علی‌رضا داوودنژاد | نامزد | سیمرغ بلورین |
| بهترین بازیگر نقش مکمل زن | زهرا داوودنژاد   | نامزد | سیمرغ بلورین |
| جایزه ویژه هیئت داوران    | علی‌رضا داوودنژاد | برنده | سیمرغ بلورین |